# ジェリコ・ツィツォヴィッチ
ジェリコ・ツィツォヴィッチ（セルビア語: Жељко Цицовић, ラテン文字転写: Željko Cicović、1970年9月2日 - ）は、セルビアの元サッカー選手。ポジションはゴールキーパー。

## 経歴
現役生活をFKラド・ベオグラードとUDラス・パルマスで過ごし、その両方で正GKを務めた。ユーゴスラビア代表では2000年の6試合に出場した。引退後はラス・パルマスのGKコーチを務めている。